# Съседи
„Съседи“ е български игрален филм (късометражен) от 2003 година на режисьора Антоний Дончев.

## Сюжет
Филмът представя смешни случки от живота в ромска махала. Ролите се изпълняват от непрофесионални актьори.

## Актьорски състав
Не е налична информация за актьорския състав.